# Cunedda albovenosa
Cunedda albovenosa är en insektsart som beskrevs av Li och Webb 1996. Cunedda albovenosa ingår i släktet Cunedda och familjen dvärgstritar. Inga underarter finns listade i Catalogue of Life.